# Seleção Essencial
Seleção Essencial é um álbum do Grupo Revelação

## Faixas
1. Na Palma da Mão (Ao Vivo)
2. Esqueci de Te Esquecer (Ao Vivo)
3. Se Voce me Chamar eu Vou (Ao Vivo) – Vai La,Vai La – Ó Irene
4. Virou Religião (Ao Vivo)
5. Grades do Coração (Ao Vivo)
6. Zé Tomboziro (Ao Vivo)
7. Zé do Caroço
8. Velecidade da Luz
9. Só me da Prazer
10. Deixa Acontecer
11. Altas Hora
12. Meu Amor é um Vicio
13. Nada de pensar em Despedida
14. Meu Oceano
15. Sol sem ter você